# Hypsugo mordax
Hypsugo mordax is een zoogdier uit de familie van de gladneuzen (Vespertilionidae). De wetenschappelijke naam van de soort werd voor het eerst geldig gepubliceerd door Peters in 1866.

## Voorkomen
De soort komt voor in Indonesië.